# Risto Kuntsi
Risto Johannes Kuntsi (né le 18 juin 1912 à Jyväskylä et mort le 6 août 1964 à Helsinki) est un athlète finlandais, spécialiste du lancer du poids.
Il remporte la médaille d'argent aux Championnats d'Europe d'athlétisme 1934 à Turin et se classe treizième aux Jeux olympiques d'été de 1936 à Berlin.